# Года, Масатака
Масатака Года (яп. 郷田真隆 Го:да Масатака) — японский профессиональный игрок в сёги, 9-й дан, лига А. Родился 17 марта 1971 г., в Токио. Учился у Нобору Отомо, 9-го дана.
Года — один из представителей поколения Хабу.

## Разряды по сёги
- 1982: Поступил в Сёрэйкай, получив 6 кю.
- 1985: 1 дан.
- 1990: Получил статус профессионала и 4 дан.
- 2001: 9 дан (за завоевание третьего титула).

## Победы

### Титульные матчи
По состоянию на ноябрь 2016 года:
| Турнир | Сезоны завоеваний титула | Число титулов |
| ------ | ------------------------ | ------------- |
| Кисэй  | 1998, 2001               | 2             |
| Ои     | 1992                     | 1             |
| Кио    | 2011                     | 1             |
| Осё    | 2014—2015                | 2             |

- Всего титулов: 6
- Участий в финальных матчах: 17

### Нетитульные турниры
| Турнир         | Сезоны     | Побед |
| -------------- | ---------- | ----- |
| Хаядзаси-сюкэн | 1992       | 1     |
| Нихон сиридзу  | 1993—1995  | 3     |
| Другие победы  | 2000, 2007 | 3     |

- Всего побед в нетитульных матчах: 7[1]